# Antonio Villani (1901)
Antonio Villani (Valle Lomellina, 25 maggio 1901 – Pavia, 3 agosto 1977) è stato un calciatore italiano, di ruolo difensore.

## Biografia
Medico e farmacista, fino agli anni settanta del novecento ha gestito la farmacia in Piazza Duomo a Pavia.

## Carriera
Ha esordito diciottenne in Prima Categoria nel Pavia il 12 ottobre 1919 nella partita Enotria Goliardo-Pavia (3-2), nella prima stagione dopo la guerra. Ha disputato cinque stagioni con la maglia azzurra del vecchio Pavia, i primi tre in Prima Categoria e gli ultimi due in Seconda Divisione; in tutto ha giocato 40 partite ufficiali e realizzato 6 reti.
Nella stagione 1928-1929 è stato l'allenatore del Pavia.